# Seltungnafjall
Seltungnafjall är ett berg i republiken Island. Det ligger i regionen Austurland, 300 km öster om huvudstaden Reykjavík. Toppen på Seltungnafjall är 882 meter över havet.
Trakten runt Seltungnafjall är nära nog obefolkad, med mindre än två invånare per kvadratkilometer. Det finns inga samhällen i närheten. Trakten runt Seltungnafjall består i huvudsak av gräsmarker.